# Stalotomt

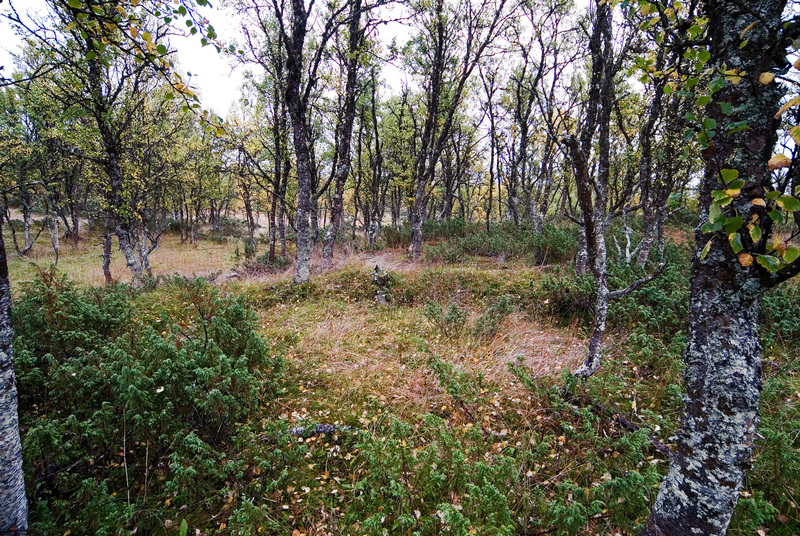
Stalotomt i fjällbjörkskogen på Marsfjället i Vilhelmina kommun, raä 1563.

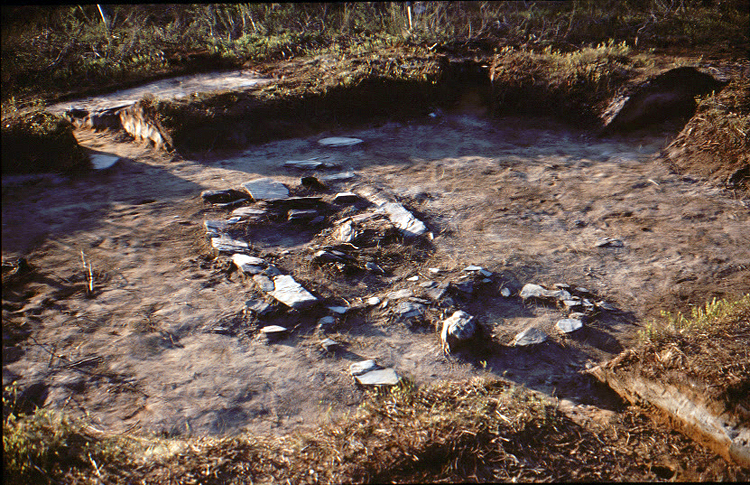
Härd i utgrävd stalotomt vid Mavas i Arjeplogs kommun.

Stalotomt är en typ av fornlämning som förekommer i fjällområdet mellan Sverige och Norge, särskilt från Lule lappmark och söderut. Den utgörs av en bred, upphöjd vall med oval form, ungefär fem meter i diameter. I mitten finns en enkel eldstad (härd) som i allmänhet är så överväxt att den inte syns. Ofta ligger flera stalotomter på rad. I samisk tradition anses stalotomterna vara lämningar efter Stalos boningar eller gravar. Det är numera klarlagt att många stalotomter tillkom under vikingatiden och de flesta forskare är också eniga om att det rör sig om samiska lämningar. Däremot råder oenighet om vilka konstruktioner som stalotomterna är lämningar efter och i vilket sammanhang de tillkom.

## Tidig forskning
Stalotomterna uppmärksammades i början av 1900-talet av O. P. Pettersson och Torkel Tomasson, som undersökte fornlämningar och intervjuade samer i framför allt Tärna och Vilhelmina socknar. O. P. Pettersson skrev 1913: ”De ålderstigna lapparna hafva av sina fäder hört, att Stalo haft sin bostad i desa ringar”. Han menade själv att tomterna anlagts för länge sedan av svenskar eller norrmän. Torkel Tomasson pekade däremot på att tomterna hade stora likheter med sentida samiska boplatslämningar. Där fanns den karaktäristiska samiska ovala härden med sin "påssjo"-sten i ena änden. Tomasson menade att det i stalotomterna hade stått tältkåtor av bågstångstyp. Samtidigt noterade Tomasson att samer i nutid inte brukade lägga sina kåtor på rad på det sätt som stalotomterna var anordnade.
Ernst Manker ägnade mycket arbete åt stalotomterna och kom fram till samma slutsats som Tomasson, att det måste ha rört sig om grupper av samer som ställt upp sina tältkåtor. Det kunde ha varit renskötare eller jägare.

## Senare forskning
På 1980-talet lät Rolf Kjellström göra de första kol-14-dateringarna av stalotomter och kom fram till att dessa använts under två perioder, dels under vikingatiden, dels mellan 1600-talet och 1800-talet. Kjellström menade att tomterna var rester av torvhus som byggts av norrmän.
Stalotomterna har också behandlats av bland andra Evert Baudou, Inga Maria Mulk och Inger Storli. Inger Storli har studerat sammanlagt 32 stalotomter på åtta ställen på Saltfjellet i Norge. I likhet med Kjellström urskiljer hon två användningsperioder. Först nyttjades tomterna från ca 900 e.Kr fram till mitten av 1300-talet. Därefter låg platserna öde i ungefär 300 år, för att åter tas i bruk på 1600-talet. Till skillnad från Kjellström menar Storli dock att tomterna är lämningar efter samiska kåtor. Eftersom tomterna på varje plats är av ganska olika ålder tror Storli att de inte använts samtidigt; de är alltså inte spår efter grupper av människor utan efter enstaka hushåll som anlagt nya kåtatomter efter hand.
Inger Storli menar att stalotomterna är lämningar efter hushåll som vistades på fjället om somrarna och höstarna för att de bedrev fjällsamisk renskötsel, vilket alltså skulle ha skett redan på vikingatiden. Vinterboplatserna skulle då ha funnits i skogslandet på svensk sida. Den långa perioden av ödeläggelse sätter Storli i samband med digerdöden.
Under 2000-talet har omfattande inventeringar och utgrävningar av stalotomter i Arjeplogs kommun givit upphov till nya teorier. Arkeologerna Lars Liedgren och Ingela Bergman menar att tomterna är rester av kåtor i bågstångskonstruktion, byggda på en stomme av fjällbjörk och täckta med björknäver, kanske även torv. De tror att dessa kåtor användes av renskötande samer som stannade på fjället året om under vikingatiden. Den upphöjda vallen, som ingen forskare tidigare riktigt lyckats förklara, möjliggör en konstruktion med låg takhöjd som skulle vara väl lämpad för vinterbruk.